# Alexeï Tchitchibabine
Alekséy Yevgényevich Chichibábin (russe : Алексей Евгеньевич Чичибабин) est un chimiste organicien soviétique né le 29 mars 1871 dans le village de Kuzemin, situé dans l'actuel oblast de Soumy en Ukraine, et mort à Paris le 15 août 1945. Son nom s'écrit aussi Alexei Yevgenievich Chichibabin et Alexei Euguenievich Tchitchibabine.

## Vie
Chichibábin est né à Kuzemin le 17 mars 1871. Il étudie à l'université de Moscou de 1888 à 1892 et obtient son doctorat à l'université de Saint-Pétersbourg. En 1896, Chichibábin épouse Vera Vladimirovna. Il devient professeur à l'Imperial College of Technology de Moscou en 1909 et y reste jusqu'en 1929. En 1930, après avoir perdu sa fille Natacha, une chimiste, dans un accident industriel d'oléum qu'il jugeait évitable, Chichibábin s'installe à Paris. Il y reste malgré la menace du retrait éventuel de sa citoyenneté soviétique et de son poste à l'Académie des sciences russe.
En 1931, il commence à travailler au Collège de France, y restant jusqu'à sa mort en 1945. Il travaille en parallèle comme conseiller pour des entreprises privées de chimie.
Chichibábin est enterré au cimetière russe de Sainte-Geneviève-des-Bois, près de Paris.

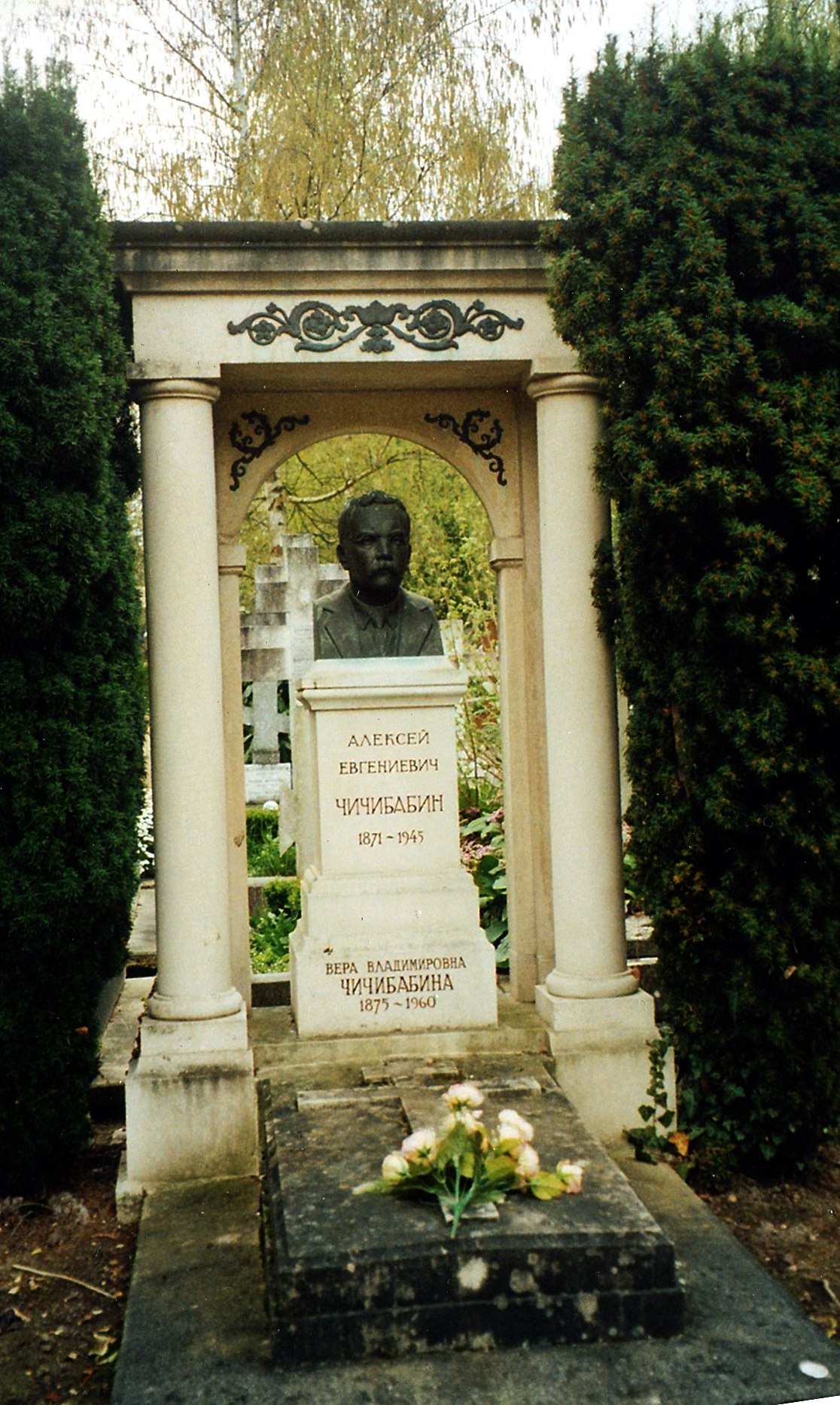
Sépulture.

## Travaux
Chichibábin est associé au développement de plusieurs réactions chimiques organiques importantes. L'une est une nouvelle synthèse de terpyridine. Les autres réactions sont la synthèse d'aldéhyde de Bodroux-Chichibabin et la réaction de Chichibabin.
Chichibábin est l'auteur des deux volumes de Osnovnye nachala organicheskoy khimii (Fondamentaux de la chimie organique), pubié pour première fois en 1924. Il s'agit de l'un des principaux manuels de chimie de niveau universitaire en Union soviétique, qui a connu sept éditions en russe et a été traduit en tchèque, slovaque, hongrois, français, espagnol, anglais et chinois. Une édition russe est dédiée à sa fille, tuée par une explosion dans une usine de production chimique en 1930.